# Jessup (Maryland)
Jessup es un lugar designado por el censo ubicado en el condado de Howard y otra parte en el Condado de Anne Arundel (Maryland), en el estado estadounidense de Maryland. En el año 2010 tenía una población de 7137 habitantes y una densidad poblacional de 648,82 personas por km².

## Geografía
Jessup se encuentra ubicado en las coordenadas 39°8′18″N 76°46′30″O / 39.13833, -76.77500.

## Demografía
Según la Oficina del Censo en 2000 los ingresos medios por hogar en la localidad eran de $48.000 y los ingresos medios por familia eran $55.139. Los hombres tenían unos ingresos medios de $26.003 frente a los $24.950 para las mujeres. La renta per cápita para la localidad era de $19.052. Alrededor del 7,1% de la población estaba por debajo del umbral de pobreza.

## Educación
Las Escuelas Públicas del Condado de Anne Arundel gestiona escuelas públicas en el área en el Condado de Anne Arundel. El Sistema de Escuelas Públicas del Condado de Howard gestiona escuelas públicas en el área en el Condado de Howard.